# Chalton (Bedfordshire)
Pour l’article homonyme, voir Chalton.
 (février 2025).
Si vous disposez d'ouvrages ou d'articles de référence ou si vous connaissez des sites web de qualité traitant du thème abordé ici, merci de compléter l'article en donnant les références utiles à sa vérifiabilité et en les liant à la section « Notes et références ».
Chalton, est un village et une paroisse civile du Central Bedfordshire, situé dans la périphérie nord de Luton, en Angleterre.
Depuis mai 2019, il abrite le siège et les bureaux de Vauxhall.